# 大江定経
大江 定経（おおえ の さだつね、生没年不詳）は、平安時代中期の貴族。木工頭・大江清通の子。官位は正四位下・美濃守。

## 経歴
長和5年（1016年）後一条天皇の践祚に伴い六位蔵人に補せられ、蔵人を務める傍らで左兵衛尉・式部丞を兼ねた。のち、巡爵により従五位下に叙せられ、三河守として受領となった。国司の任期後、右兵衛佐・内蔵権頭と京官を歴任するが、後一条朝末にかけて美作守も兼帯している。
後朱雀朝の長久元年（1040年）上東門院行幸賞により正四位下に至る。この加階は上東門院の意向によるものであったが、非常に具合の悪い取り扱いだとして、蔵人頭・藤原資房に批判されている（『春記』）。
のち、美濃守も務めた。

## 官歴
- 長和5年（1016年） 正月29日：六位蔵人、左兵衛尉如元[1]
- 寛仁2年（1018年） 3月7日：見蔵人式部丞[2]
- 時期不詳：従五位下
- 治安2年（1022年） 7月14日：見三河守[3]
- 万寿4年（1027年） 4月6日：見右兵衛佐[1]
- 長元4年（1031年） 2月17日：昇殿[1]。3月29日：内蔵権頭[1]
- 長元8年（1035年） 5月16日：見美作守[4]
- 長元9年（1036年） 12月22日：見内蔵頭兼美作守[5]
- 長久元年（1040年） 12月21日：正四位下（上東門院行幸賞）[6]
- 寛徳2年（1045年） 日付不詳：見美濃守[7]
- 承暦元年（1077年） 8月29日：見故美濃守[8]

## 系譜
『尊卑分脈』による。
- 父：大江清通
- 母：藤原豊子（藤原道綱の娘）
- 妻：藤原成房の娘
- 生母不詳の子女
  - 男子：大江清定
  - 男子：大江清綱
  - 女子：藤原公定室
  - 女子：藤原定綱室
  - 女子：源高房室